# فرنسيس وليامز (ملاكم)
فرنسيس وليامز (بالإسبانية: Holman Williams)‏ (30 يناير 1915 ببينساكولا في الولايات المتحدة - 2 يوليو 1967 بآكرون في الولايات المتحدة) هو ملاكم مكسيكي، صنّف ضمن فئة الوزن المتوسط.

## روابط خارجية
- فرنسيس وليامز على موقع بوكس ريك (الإنجليزية) (registration required)